# Otto Poertzel
Otto Poertzel (* 24. Oktober 1876 in Scheibe; † 16. Januar 1963 in Coburg; vollständiger Name: Hermann Hugo Otto Poertzel) war ein deutscher Bildhauer und Modelleur. 

## Leben

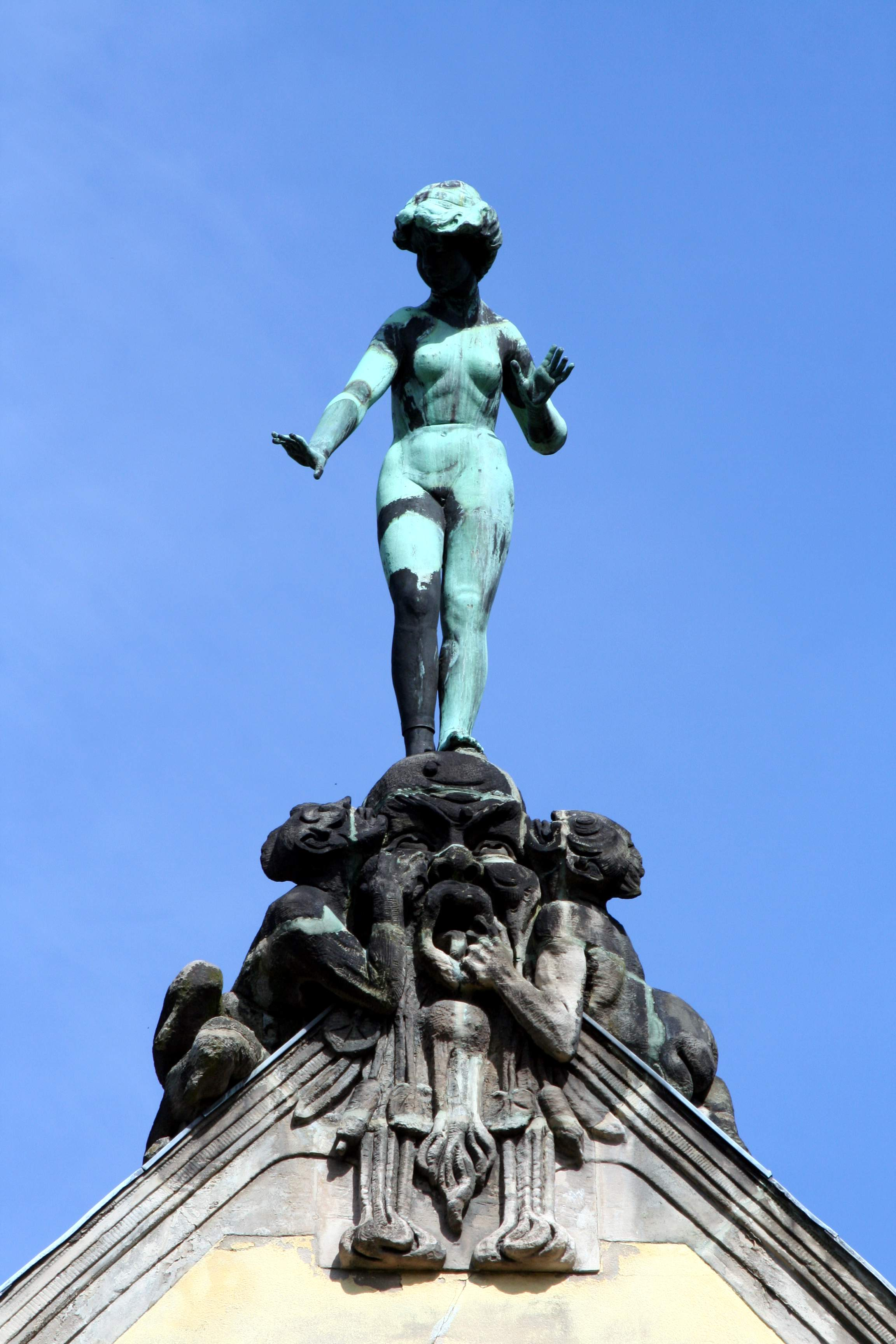
Figur einer Badenden auf dem Giebel des Ernst-Alexandrinen-Volksbads in Coburg

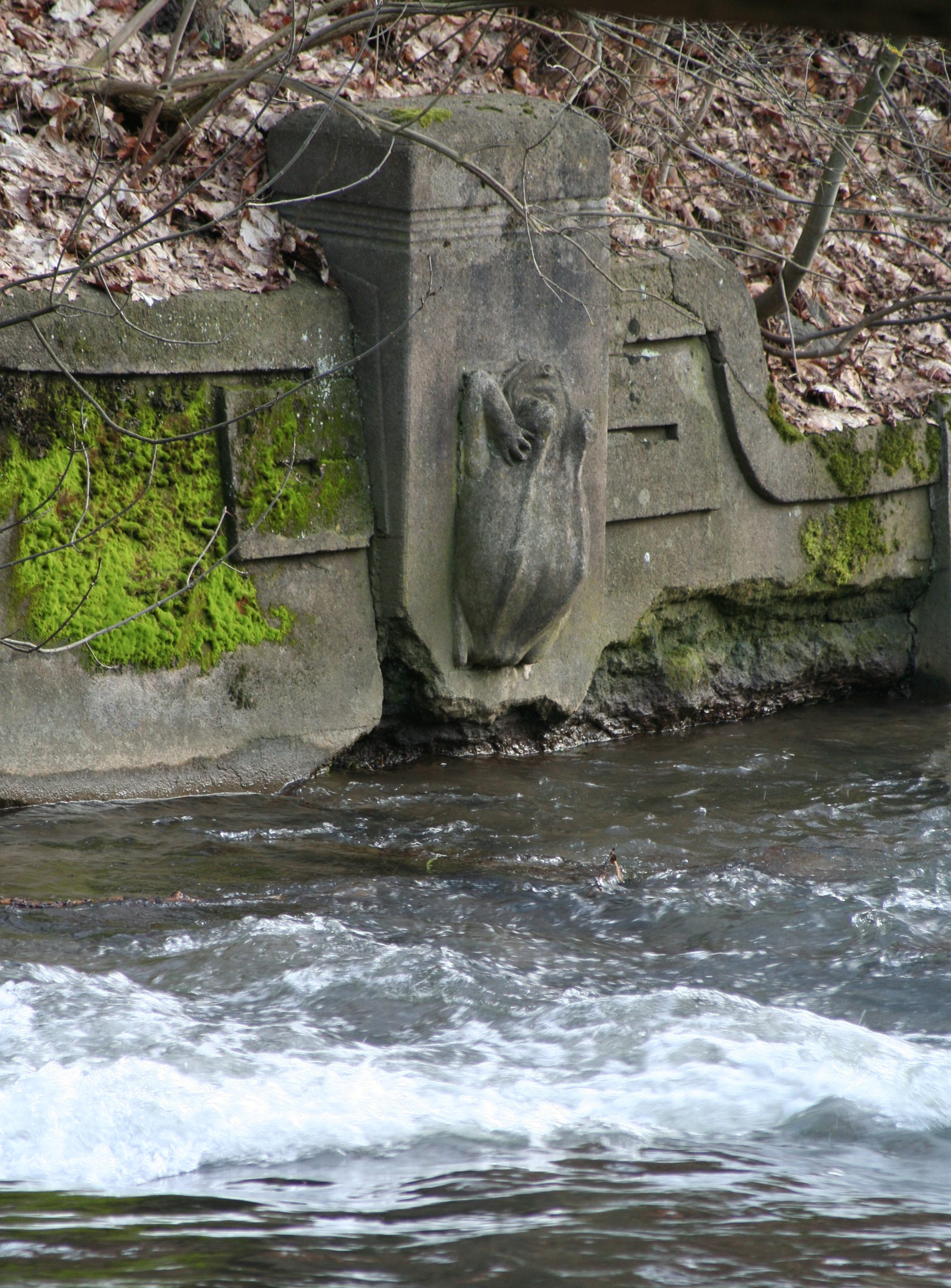
Figürliches Relief an der Uferbefestigung der Itz bei der Ketschenbrücke

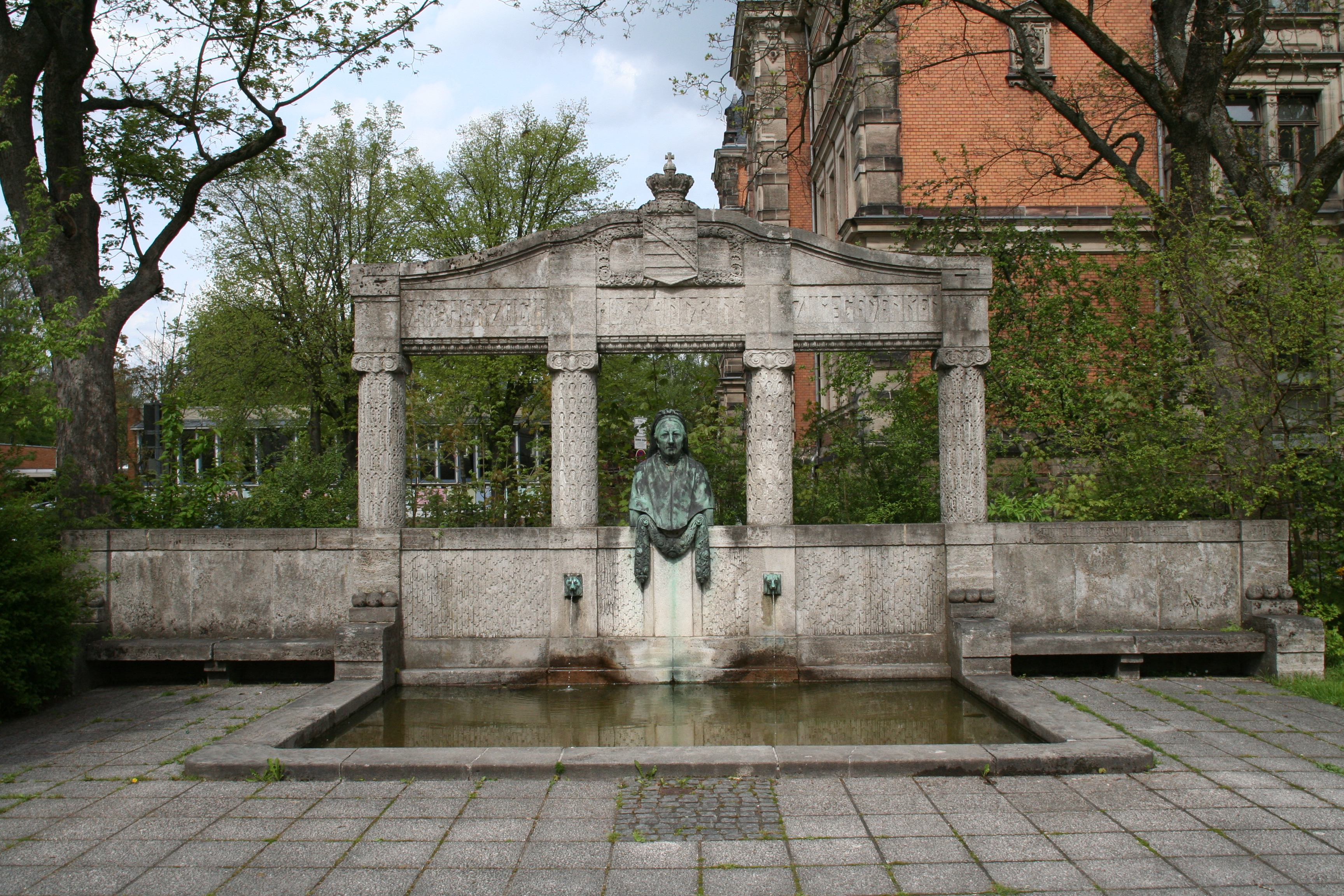
Alexandrinenbrunnen in Coburg

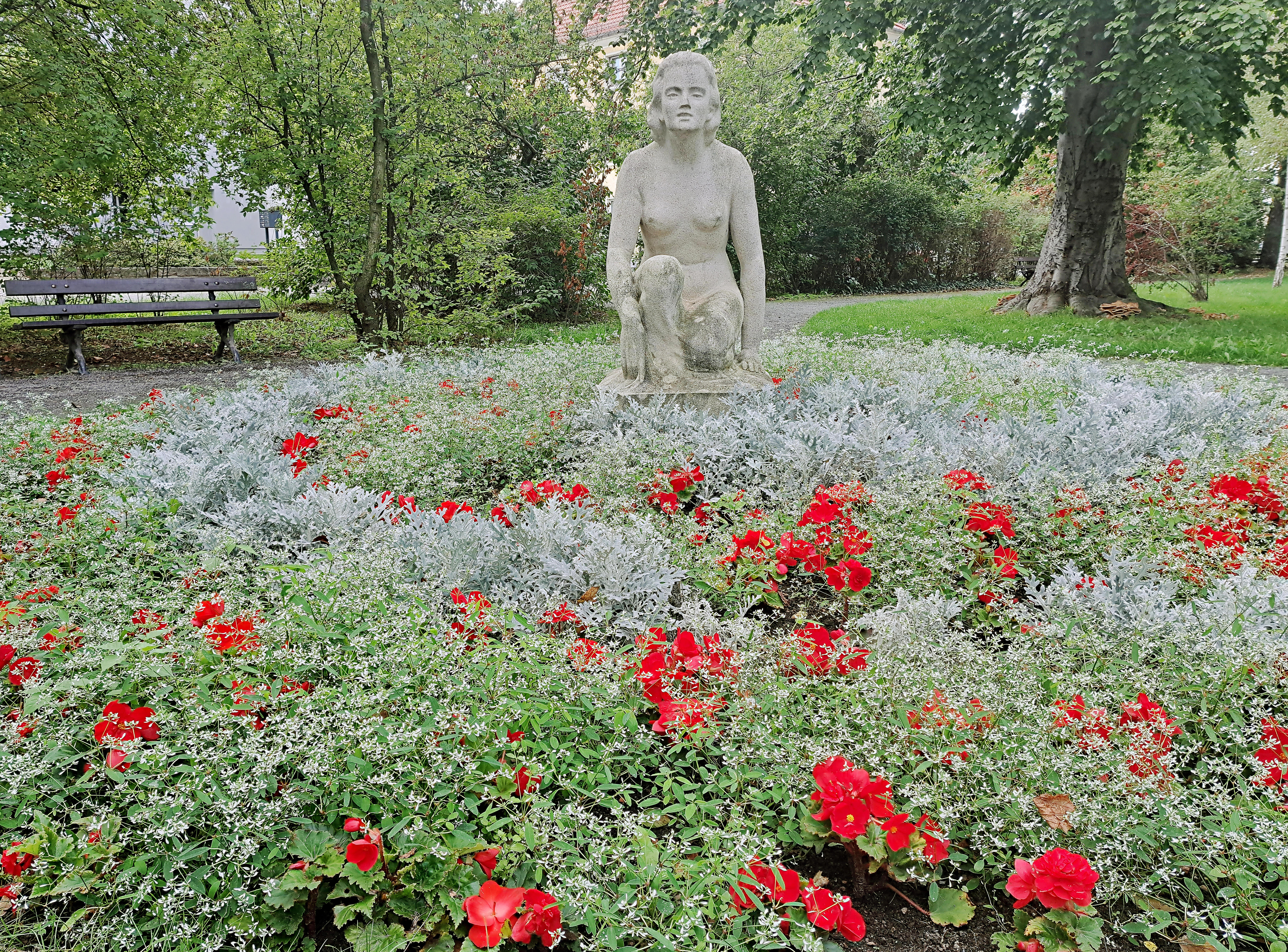
Blumenpflückerin in Dresden-Niedersedlitz

Otto Poertzel war das dritte Kind des G. Wilhelm Poertzel und dessen Ehefrau J. Emilie Candida Poertzel geb. Pabst. Er besuchte in Scheibe die Volksschule und hatte später Privatunterricht bei Kantor Sichert und Pfarrer Henkel. Die dortige Porzellanfabrik A. W. Fr. Kister nahm ihn als Lehrling auf, zunächst ein Jahr lang in der Formen- und Modellabgießerei und danach anderthalb Jahre im Atelier zur Herstellung neuer Modelle, wo er als Porzellanmodelleur ausgebildet wurde. Sein Vater war dort bereits Designer für Porzellanskulpturen. Ab dem 1. Oktober 1893 besuchte Otto Poertzel in Sonneberg drei Jahre die Industrieschule Sonneberg. Er studierte bei Reinhard Möller an der Technischen Akademie für Porzellan (eine der Fachrichtungen der Industrieschule). In den Fächern Zeichnen, Modellieren, Formen und Anatomie bekam er die Note 1. Es folgte eine kurze Tätigkeit im Atelier G. Stellmacher in Gotha, wo er Entwürfe und Ausführungen neuer Modelle für verschiedene Industriezweige bearbeitete.
Ab 1900 wirkte Poertzel als selbstständiger Bildhauer in Coburg. Er erhielt Aufträge für Stein- und Bronzeplastiken von staatlichen und städtischen Behörden und schuf beispielsweise 1907 die Büste des Alexandrinenbrunnens. 1908 ging er nach München, wo er ein eigenes Atelier hatte und an der Kunstakademie bei Erwin Kurz (1857–1931) lernte. Am 23. Juni 1909 heiratete er in München Henny Breyding und ließ sich 1910 auf dem Grundstück Hügelstraße 8 in Coburg eine Villa mit Atelier errichten.
Er war unter anderem bekannt für seine Statuetten aus Bronze und Elfenbein im Stil des Art déco, mit denen er Tänzerinnen, Zirkusartisten, Filmstars und elegante junge Frauen in anmutiger Haltung abbildete. Seine Figuren wurden von Rosenthal & Maeder sowie später von Preiss & Kassler handwerklich umgesetzt und vertrieben.
Otto Poertzel nahm an zahlreichen internationalen Kunstausstellungen mit Manufakturmodellen teil, so beispielsweise an der Weltausstellung 1904 in St. Louis sowie an der Brüsseler Internationalen Kunstausstellung (1910).
In den 1920er und 1930er Jahren erhielt Poertzel zahlreiche Aufträge für Porträtbüsten diverser Familienmitglieder des Fürstenhauses Sachsen-Coburg und Gotha. Von 1931 bis 1938 arbeitete er für die Max Roesler Feinsteingutfabrik in Rodach.

## Ehrungen
Am 19. Juli 1913 wurde Otto Poertzel von Herzog Carl Eduard der Titel „Professor“ verliehen, außerdem war er Träger des Ritterkreuzes des Ernestinischen Hausordens. Er war Gründungsmitglied des Coburger Kunstvereins und Mitglied im Reichsverband bildender Künstler Deutschlands sowie lange Jahre Vorsitzender der Industrie- und Gesellenprüfungskommission und Ehrenvorsitzender des Schutzverbandes bildender Künstler. 

## Poertzels Werk auf dem Kunstmarkt
Objekte nach Poertzels Modellen sind heute auf der ganzen Welt im Handel zu finden und erzielen teilweise hohe Preise. Am 1. Oktober 2017 wurde in der Sendereihe Lieb & Teuer des NDR von dem Kunsthistoriker Stephan Schwarzl eine von Poertzel in den 1920er Jahren gefertigte Bronzeskulptur einer Tänzerin besprochen.